# Admontia grandicornis
Admontia grandicornis är en tvåvingeart som först beskrevs av Zetterstedt 1849.  Admontia grandicornis ingår i släktet Admontia och familjen parasitflugor. Arten är reproducerande i Sverige. Inga underarter finns listade i Catalogue of Life.